# Бери (Вијена)
Бери (фр. Berrie) насеље је и општина у западној Француској у региону Поату-Шарант, у департману Вијена која припада префектури Шателро.
По подацима из 2011. године у општини је живело 267 становника, а густина насељености је износила 16,05 становника/km². Општина се простире на површини од 16,64 km². Налази се на средњој надморској висини од 92 метара (максималној 124 m, а минималној 36 m).

## Демографија
| 1962. | 1968. | 1975. | 1982. | 1990. | 1999. | 2011. |
| ----- | ----- | ----- | ----- | ----- | ----- | ----- |
| 347   | 362   | 304   | 285   | 264   | 266   | 267   |

График промене броја становника у току последњих година